# Улица Ивана Сусанина (Москва)
Улица Ива́на Суса́нина (название утверждено 24 августа 1966 года) — улица в районе Западное Дегунино Северного административного округа Москвы.

## Происхождение названия
Названа в 1966 году в честь Ивана Сусанина, крестьянина из костромского села Домнино. По легенде (научно не подтверждённой), зимой 1612—1613 года Сусанин, спасая жизнь царя Михаила Фёдоровича, завёл польско-литовский отряд в лесные чащобы, за что и был убит.

## Расположение
Расположена между Путейской улицей и Коровинским шоссе.

## Описание
Улица Ивана Сусанина начинается от Путейской улицы, пересекает Проектируемый проезд № 6195, соединяющий улицу с Дегунинской улицей и заканчивается примыканием к Коровинскому шоссе.

## Транспорт
Автобусы:
- 167: МЦД Лианозово — Метро Селигерская
- 215: Станция Ховрино —  Петровско-Разумовская (с заездом к платформе Моссельмаш)

Ближайшая станция метро:  Селигерская
В 200 м от юго-восточного окончания улицы расположена платформа Моссельмаш Октябрьской железной дороги

## Терминально-Логистический центр «Ховрино» (ТЛЦ Ховрино)
В непосредственной близости от ул. Ивана Сусанина функционирует терминально-логистический центр, созданный для перевалки железнодорожных контейнеров с прибывающих по Октябрьской железной дороге поездов на автомобильные контейнеровозы. Ввиду расширения масштабов ТЛЦ Ховрино жители района из близлежащих домов провели 23.12.2018 согласованный митинг, высказавшись против данного расширения.

## Учреждения и организации
Нечётная сторона
- № 1 — Московская областная психоневрологическая больница для детей с поражением ЦНС с нарушением психики.
- № 3 — Клиника Федерального Бюро Медико-Социальной Экспертизы ФГУ (ранее Центральный НИИ протезирования и протезостроения).

Чётная сторона

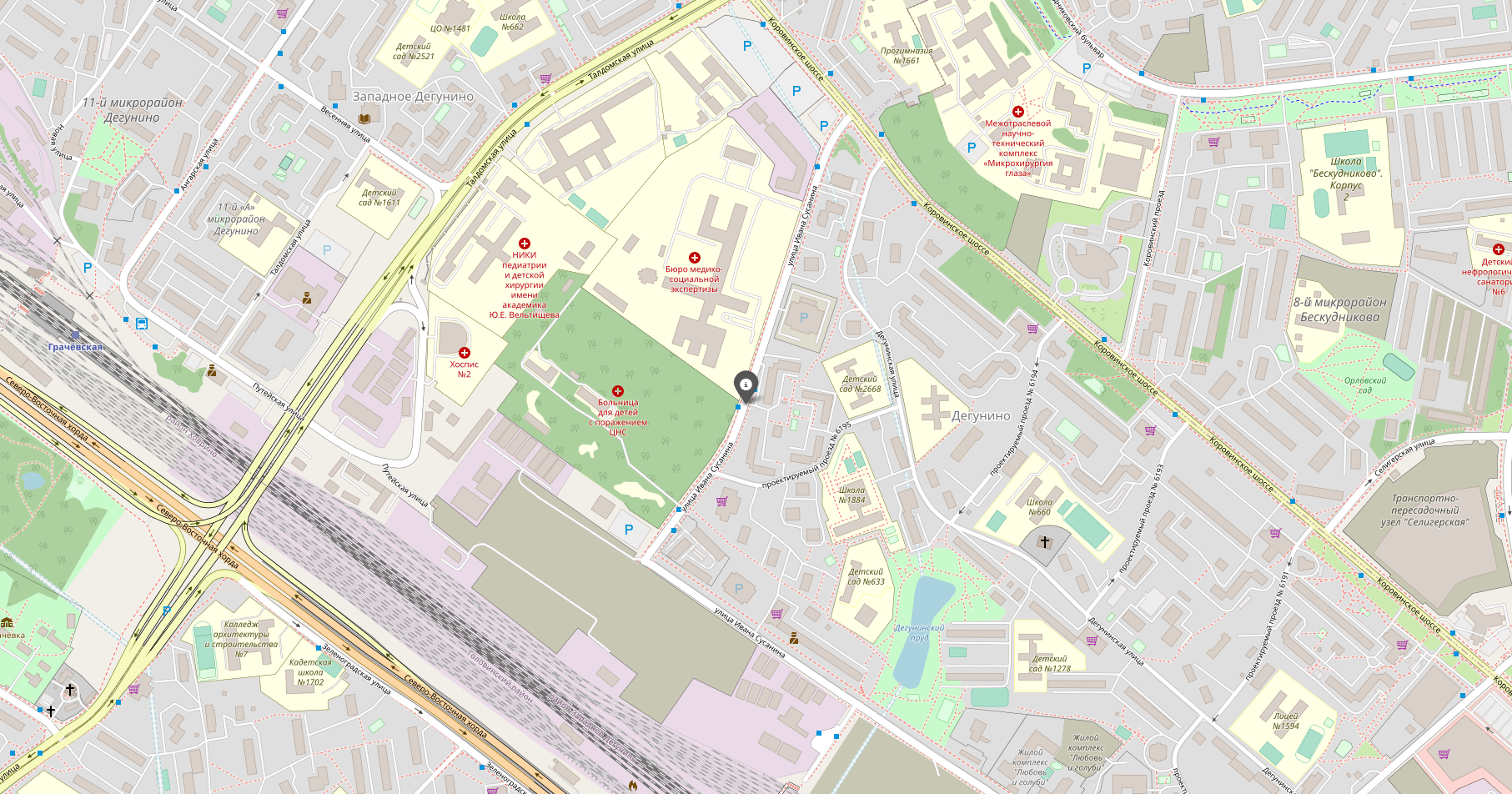
Ул. Ивана Сусанина, г. Москва

- № 2 — Зооветснаб Московское областное объединение
- № 2 к. 1 — Магазин «Дикси».
- № 4а — Детский сад № 633 (с ясельной группой).
- № 4 к. 1 — Магазин «Продукты».
- № 4 к. 5 — Региональная общественная организация Московское объединение детей-инвалидов и их семей «Пересвет».
- № 6 к. 2 — Главное управление Пенсионного Фонда РФ № 5 по г. Москве и Московской области управление № 2 (Западное Дегунино) Пенсионный отдел, Магазин «Восьмёрочка».
- № 8 — ГСК «Волга».
- № 10 — «ОПТИКА», Магазин «Продукты», Ателье